# Luce County
Luce County är ett administrativt område i delstaten Michigan, USA. År 2010 hade county 6 631 invånare. Den administrativa huvudorten (county seat) är Newberry. 

## Geografi
Enligt United States Census Bureau så har countyt en total area på 4 952 km². 2 339 km² av den arean är land och 2 613 km² är vatten.   

### Angränsande countyn

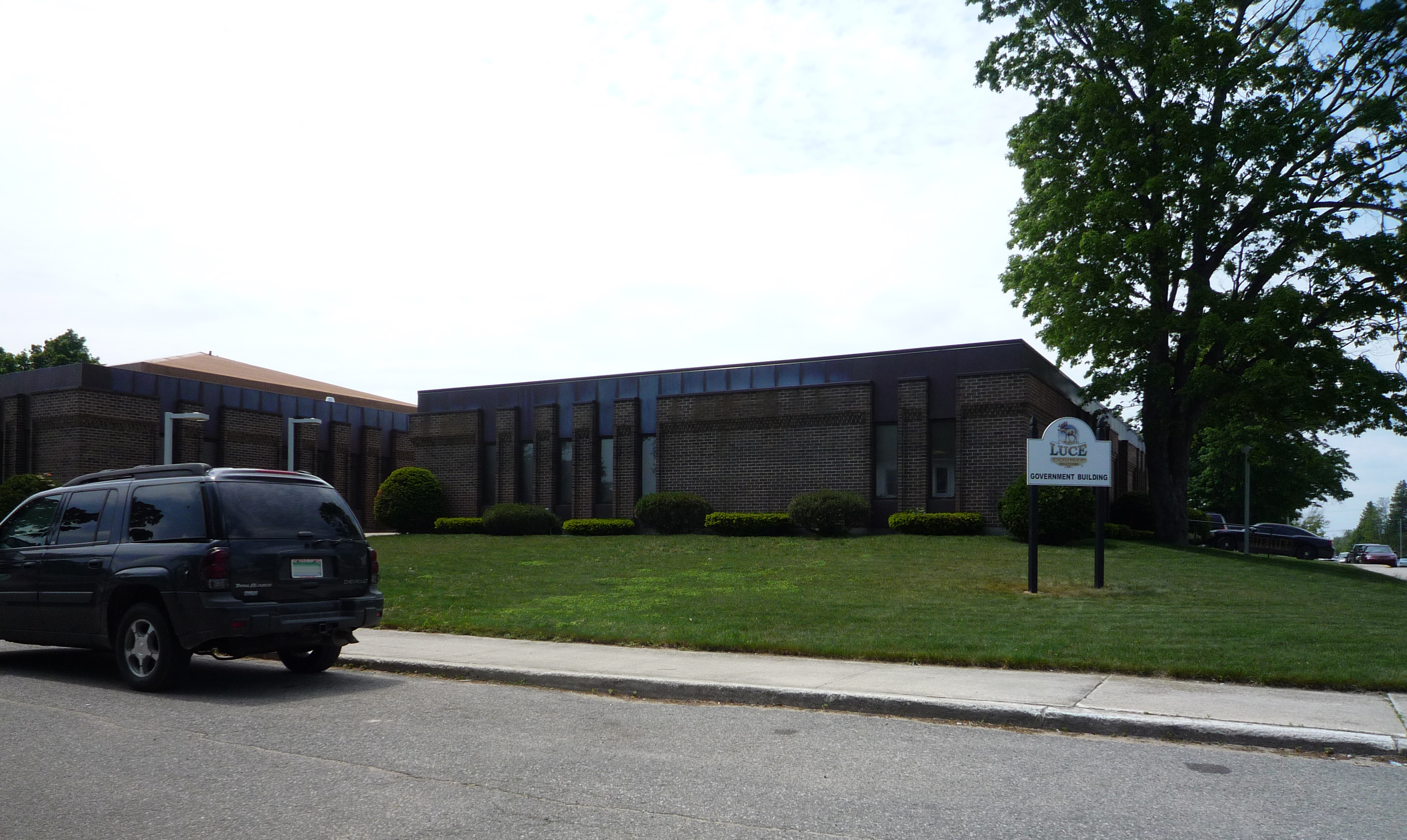

- Chippewa County - öst
- Mackinac County - syd
- Schoolcraft County - sydväst
- Alger County - väst
- Ontario, Kanada - nord